# Entstuckung
Entstuckung (auch Abstuckung) ist die willentliche Beseitigung von Putz- und Stuckdekorationen an Gebäuden. Mit dem Beginn der Klassischen Moderne wurde von etwa 1920 bis 1975 vorwiegend in Deutschland der Gipsstuck-Dekor zahlreicher gründerzeitlicher Fassaden und Innenräume aus unterschiedlichen Motiven entfernt. Als wesentlicher Beweggrund galten Vorbehalte gegenüber den als überbordend empfundenen historistischen und zumal eklektizistischen Zier- und Fassadenelementen. Diese sollten fortan nicht mehr aufwendige Steinfassaden imitieren, sondern ihre Nüchternheit zeigen; anschließend wurde meist pflegeleicht und glatt verputzt.

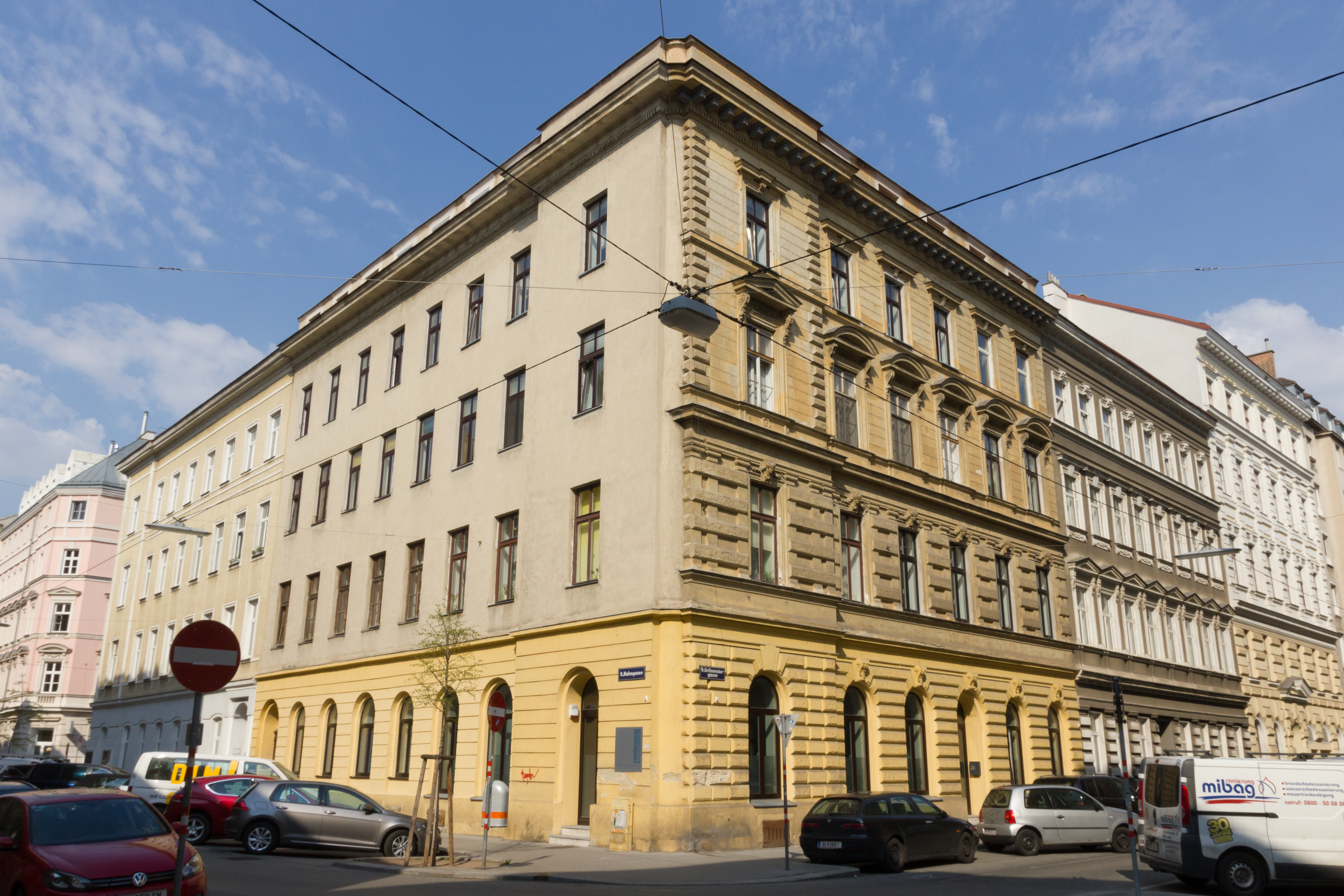
Eine Seite dieses Eckhauses im Wiener Servitenviertel wurde entstuckt.

## Anfänge
Schon während der Hochphase historistischen Bauschaffens gegen Ende des 19. Jahrhunderts gab es Kritik an den mit Putzquaderungen verzierten Fassaden, die nach Oskar Mothes in seinem Illustrirten Bau-Lexikon (1884) „als architektonische Lüge schlechterdings zu verwerfen“ seien.
Weitere theoretischen Grundlagen für die Entstuckung wurden vor dem Ersten Weltkrieg gelegt: Aus den Kreisen der kunstgewerblichen und architektonischen Reformbewegung um Adolf Loos, Hermann Muthesius oder Paul Schultze-Naumburg wurde um 1900 massive Kritik an den zum Teil industriell gefertigten Dekorelementen in imitierten Stilformen der Gotik, Renaissance, Barock, Rokoko oder Klassizismus geübt, mit denen in der Gründerzeit die Fassaden dekoriert wurden.
Als erster absichtsvoll vom Baudekor befreiter Bau kann ein Industriebau gelten: Peter Behrens ließ 1911 von der erst wenige Jahre zuvor errichteten „Alten Fabrik für Bahnmaterialien“ des AEG-Werks Brunnenstraße in Berlin-Gesundbrunnen den in Klinkerformsteinen ausgeführten Dekor entfernen.
Vor allem der Stuck an Mietshäusern wurde als Verschleierung elender sozialer Verhältnisse erachtet. Auf der künstlerischen Ebene spielte eine Rolle, dass eine große Zahl von Putzquaderungen und Stuckfassaden an Gebäuden der Epoche von etwa 1880 bis 1910 vom Eklektizismus geprägt war, d. h. von der Vermischung mehrerer historischer Stile an einem Gebäude. Nach 1910 wurde die Vermischung von Stilen als gestalterisch unseriös betrachtet und die historistische Stuckfassade zunehmend abqualifiziert. 

## Entstuckung und Neues Bauen

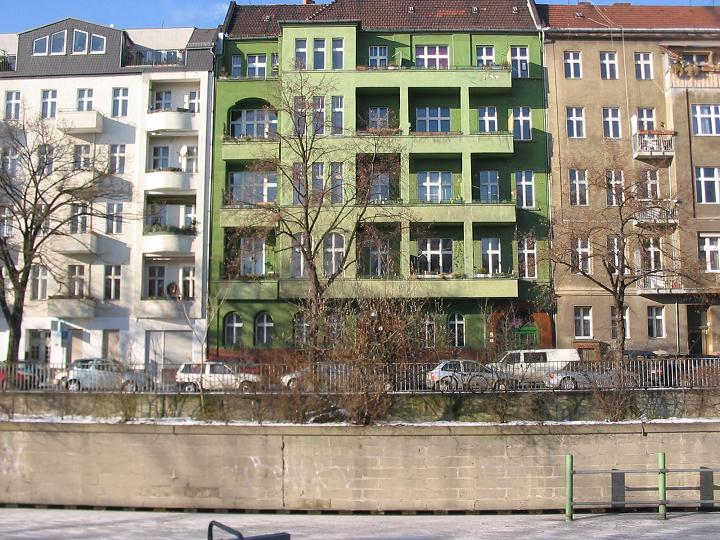
Entstuckte Häuser in Berlin-Kreuzberg

Mit der aktiven Beseitigung des Dekors im größeren Stil wurde jedoch erst in den 1920er Jahren in Berlin begonnen. Pioniere der Entstuckung waren dort Architekten des Neuen Bauens wie Erich Mendelsohn oder die Brüder Hans und Wassili Luckhardt, aber auch ältere Architekten wie Peter Behrens oder Richard Riemerschmid. Einige ihrer Fassadenumgestaltungen waren gestalterisch durchaus bemerkenswert und wurden als eigenständige Bauten der jeweiligen Architekten wahrgenommen. Von Berlin aus breitete sich die Entstuckung, befördert durch befürwortende Artikel in den wichtigsten Architekturzeitschriften, als städtebauliches Leitbild in ganz Deutschland aus.

## Entstuckung und „Entschandelung“ zur Zeit des Nationalsozialismus
In der Zeit des Nationalsozialismus lebte das Leitbild Entstuckung fort und wurde auch für Kleinstädte und Dörfer propagiert. Als Teil der sogenannten „Entschandelung“ wurde der Versuch gemacht, in ganzen Straßen, Plätzen und Gebäudeensembles den Dekor des späten 19. Jahrhunderts zu entfernen. Eine zentrale Rolle kam bei diesen Bemühungen dem Architekten Werner Lindner zu. 
Die Entstuckung im Nationalsozialismus betraf neben Mietshäusern des 19. Jahrhunderts auch Denkmäler, die fortan der archaischen Formensprache der nationalsozialistischen Architektur entsprechen sollten. Als Beispiel gilt das Kaiser-Wilhelm-Denkmal in Hohensyburg, das 1935 durch eine rigorose Umgestaltung fast alle ornamentalen Elemente verlor. 

## Höhepunkt in den 1950er Jahren
Ihren quantitativen Höhepunkt erreichte die Entstuckung jedoch erst nach 1945, als in fast allen deutschen Städten den Formen der Gründerzeit der Kampf angesagt wurde. Allein in Berlin-Kreuzberg, einem der größten Gründerzeitviertel Europas, wurde bis 1979 von etwa 1.400 Häusern der Stuck abgeschlagen. Vielerorts stellten Stuckfassaden an Gebäuden, die den Krieg leicht beschädigt überstanden hatten, jedoch auch ein Sicherheitsrisiko dar, da immer wieder Fassadenteile herabbröckelten und die Eigentümer für eine fachgerechte Fassadenrestaurierung in der unmittelbaren Nachkriegszeit keine finanziellen Mittel hatten. Hinzu kamen sonstige Veränderungen an den Gebäuden wie z. B. die Vergrößerung von Fenstern oder die Entfernung baufälliger Balkone, der Umbau von Ladenlokalen usw., bei denen die ursprüngliche Fassadengliederung störte und die daher häufig willkommener Anlass für eine Entstuckung waren. 
Bemerkenswerterweise wurde die Entstuckung während dieser Zeit sowohl in West- als auch in Ostdeutschland (wegen der Knappheit von Material und Arbeitskräften jedoch in geringerem Umfang) massenhaft durchgeführt, während in benachbarten Ländern, wie zum Beispiel Frankreich oder Italien, das Phänomen weitgehend unbekannt war und ist.

## Ende der Entstuckung seit den 1960er Jahren

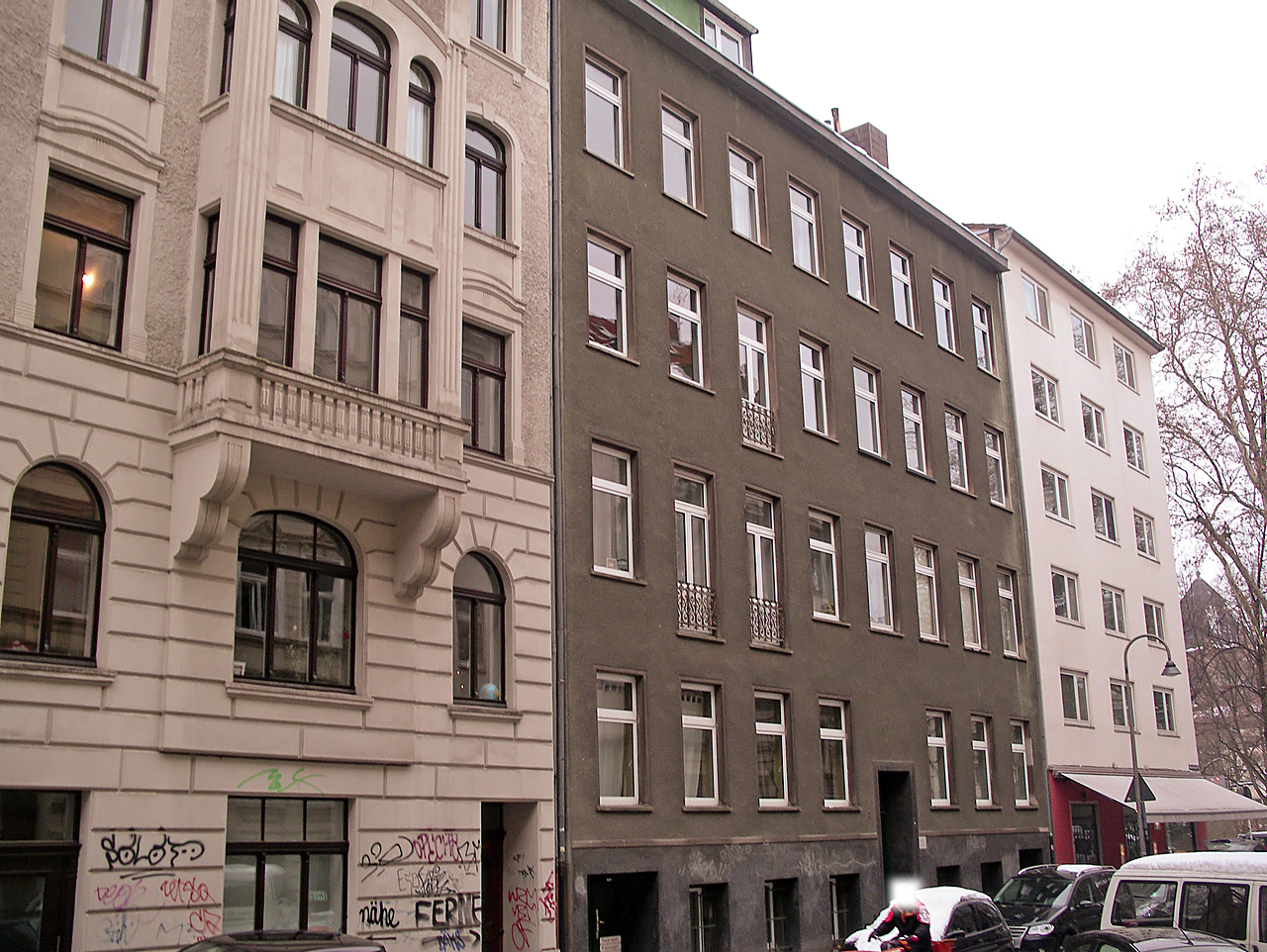
Entstucktes Haus in Köln (mittig), Südliche Neustadt

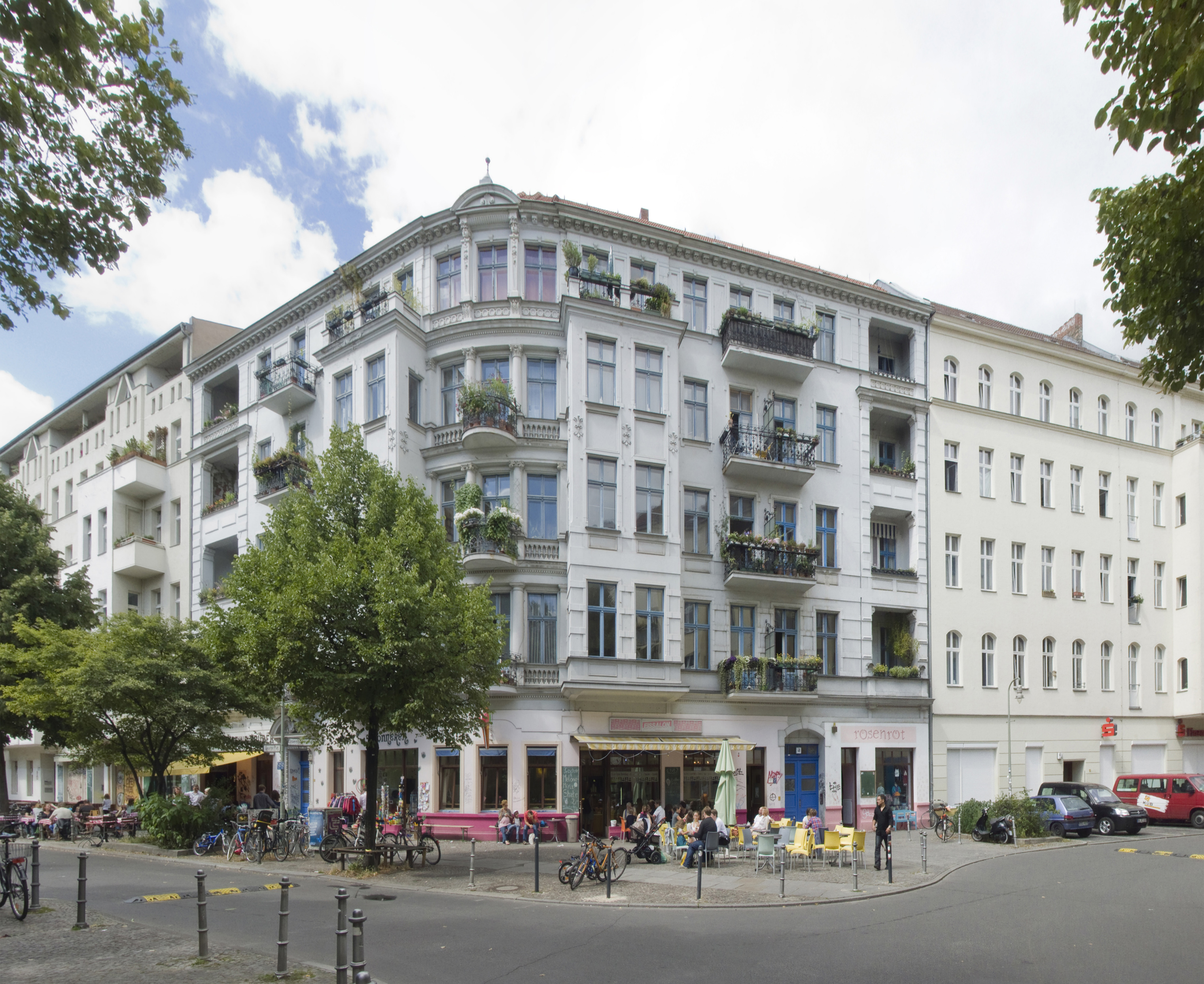
Am Lausitzer Platz in Berlin-Kreuzberg: Eckhaus mit Stuck, rechtes Nachbarhaus entstuckt (Foto: 2012)

Seit den frühen 1960er Jahren begann sich Kritik gegen die Entstuckung zu regen. So wandte sich in Berlin bereits 1964 der Senatsbaudirektor Werner Düttmann gegen das massenhafte Abschlagen der Stuckdekorationen. Besondere Bedeutung kommt in diesem Zusammenhang dem Erscheinen des polemischen Bildbandes Die gemordete Stadt des Publizisten Wolf Jobst Siedler und der Fotografin Elisabeth Niggemeyer im Jahr 1964 mit mehreren Neuauflagen zu. Die Kritik an der Entstuckung stützte sich zunächst auf die Neubewertung der architektonischen und gestalterischen Leistungen des Historismus. Bemängelt wurde, dass Gebäude mit einer Stuckfassade durch die Entstuckung ihre historische Authentizität verlören, d. h., sie seien danach nicht mehr ohne weiteres als Gebäude einer bestimmten architektonischen Epoche erkennbar. Auch in rein ästhetischer Hinsicht wirken entstuckte Bauten oftmals unbefriedigend, da die Fassaden als Träger der Ornamentik konzipiert wurden und nach Entfernung derselben durch Verlust der Gliederung häufig unproportioniert wirken. Aus diesem Grunde werden entstuckte Häuser wegen ihrer glatten Putzfassaden von Laien häufig irrtümlicherweise den 1950er und 1960er Jahren zugeordnet. 
Seit den 1970er Jahren gewann die Gründerzeitarchitektur zunehmend die Anerkennung der Denkmalpflege, aber auch der breiten Öffentlichkeit. In der Folge verhinderten vielerorts Bürgerinitiativen und der Denkmalschutz weitere Entstuckungen und historistische Bauten wurden unter Schutz gestellt. Seit dem 21. Jahrhundert kommt es vermehrt zur Rekonstruktion bereits beseitigter Stuckfassaden, die als Wiederbestuckung bezeichnet wird. 
In Einzelfällen werden jedoch auch in der Gegenwart noch Häuser aus dem 19. Jahrhundert entstuckt, wie z. B. bei der Erweiterung des Landratsamtes des Landkreises Görlitz in Görlitz.